# Temporada 1982-1983 del Liceu
| Temporada 1982-1983 del Liceu |                    |                       |                      | |           |                     |
| Òpera                         | Compositor         | Director musical      | Director d'escena    | Papers principals | Producció | Dates               |
| Don Carlo                     | Giuseppe Verdi     | Roberto Abbado        |                      | Montserrat Caballé, Ielena Obraztsova, Josep Carreras, Leo Nucci, Martti Talvela, Matti Salminen |           | 11 de novembre      |
| L'italiana in Algeri          | Gioacchino Rossini | Carlo Felice Cillario | Paolo Montarsolo     | Paolo Montarsolo, Margherita Guglielmi, Rosa Maria Ysàs, Francesco Ellero D'Artegna, Dalmau González, Raquel Pierotti, Enric Serra                                                                                    |           | 12, 15, 18 desembre |
| Roméo et Juliette             | Charles Gounod     | Jacques Delacôte      | Giuseppe de Tomasi   | Josep Carreras, Patricia Wise, Carme Hernández, Clifford Williams, Alfredo Heilbron, Kurt Rydl |           | 23 de gener         |
| Macbeth                       | Giuseppe Verdi     | Nicola Rescigno       |                      | Piero Cappuccilli, Silvano Carrolli, Olivia Staap, Justino Diaz, Lawrence Bakst |           | febrer              |
| La forza del destino          | Giuseppe Verdi     | Nicola Rescigno       |                      | Piero Cappuccilli, Giuseppe Giacomini, Eva Marton, Alexandrina Miltcheva, Paul Plishka, Sesto Bruscantini, Piero de Palma                                                                                             |           | febrer              |
| Faust                         | Charles Gounod     |                       |                      | Jaume Aragall |           |                     |
| La bohème                     | Giacomo Puccini    |                       |                      | Jaume Aragall |           |                     |
| La vestale                    | Gaspare Spontini   |                       |                      | Montserrat Caballé |           | desembre            |
| Il Trovatore                  | Giuseppe Verdi     | Angelo Campori        | Antonello Madau-Diaz | Vicenç Sardinero (5, 8) / Joan Pons (11), Stefka Evstatieva (5, 8) / Mara Zampieri (11), Elena Obraztsova, Franco Bonisolli, Franco Federici, Cecília Fondevila, Gianfranco Manganotti, Rafael Campos, Antonio Bernal |           | 26, 28, 30 gener    |
| Tannhäuser                    | Richard Wagner     | Heinrich Hollreiser   |                      | Gundula Janowitz, Richard Cassily, Bernd Weikl, Montserrat Caballé, Thomas Thomaschke, Robert Schunk |           | juny                |
| Tristany i Isolda             | Richard Wagner     | János Kulka           | Werner Michael Esser | Spas Wenkoff, Harald Stamm, Janis Martin, Franz Ferdinand Nentwig, Alfred Werner, Eva Randová, Michael Pabst, Alfred Werner                                                                                           |           |                     |